# Павел I (папа)
Вижте пояснителната страница за други личности с името Павел I.
Свети Павел I (на латински: Paulus PP. I) е римска папа в периода 29 май 757 г. до 28 юни 767 г. Брат е на папа Стефан II (III). Води дипломатически преговори с лангобардския крал Дезидерий (Дезидериус) и Пипин Къси. В края на краищата, на Павел се удава да присъедини към своята област Беневенто и Тоскана. Умира в Рим.